# 鈴木貞一郎
鈴木 貞一郎（すずき ていいちろう、1925年（大正14年）11月 - ）は、日本の実業家。

## 人物・経歴
東洋大学卒業後、グローブシップの前身となる東光社に入社。
ビルメンテナンス業を事業としていたビル代行から原子力代行（現・アトックス）を興し、原子力施設管理業を創設した。原子力代行は民間メンテナンス企業としては初めて原子力発電所内に事業所を設置し、放射能汚染除去ロボットの共同開発なども行った。ビル代行グループの社長・会長、東洋大学評議員、東洋大学維持会会長、木村太郎後援会白山会代表者、日本国際フォーラム顧問などを歴任。2015年にはビル代行と日本ビルサービスが経営統合してグローブシップが設立され、相談役に就任した。

## 親族
グローブシップとアトックスの社長を務める矢口敏和は娘婿。